# Litteraturåret 2021
Denna artikel sammanställer viktiga litterära händelser under 2021.

## Årets händelser
- 2021 – Författarcentrum och Stockholms stadsbibliotek utser Peter Pohls debutroman Janne, min vän (1985) till 2021 års Stockholm läser-bok.[1]
- 29 januari meddelas att Bokmässan i Leipzig ställs in för andra året i rad, med anledning av den pågående coronapandemin.[2]
- 15 april – Det så kallade Klassikerskyddet i upphovsrättslagen 51 § prövas i Patent- och marknadsdomstolen. Svenska Akademien anser att Nordfronts och Nordiska motståndsrörelsens användning av verk av Esaias Tegnér, Viktor Rydberg och Verner von Heidenstam samt utdrag ur Hávamál i sammanhang där brottsliga handlingar eller kränkning av folkgrupp framförs strider mot Klassikerskyddet. Domstolen avslog dock Svenska Akademiens talan.[3]
- 23 april – UNESCO:s litteraturevenemang Världsbokdagen genomförs.
- 23 maj – Den belarusiske journalisten och aktivisten Raman Pratasevitj arresteras, efter att ett Ryanair-flygplan på väg från Aten till Vilnius tvingats landa på Minsks internationella flygplats.
- höstterminen – Svenska Akademien ger En bro av poesi till alla landets elever i förskoleklass, samt undervisningsexemplar och lärarhandledning till samtliga skolor med årskurs 1-3. Utbildningsradion tar fram animeringar till tio av dikterna i antologin.[4]
- 26–29 augusti – Bokförlaget Kaunitz-Olsson arrangerar för den första Stockholms bokhelg.
- 15 september–15 december – Tävlingen Den stora läsutmaningen genomförs av förlagen Rabén & Sjögren, Bonnier Carlsen, Natur & Kultur samt bokhandeln Adlibris. Tävlingen vänder sig till Sveriges fjärdeklasser, där den klass som läser flest böcker under perioden vinner.[5]
- 23–26 september – Med anledning av coronapandemin genomförs Bokmässan som ett "hybridevent", där utställningen ersatts av litterära samtal. Lokalen utformas som tv-studior med plats för publik, och programmet direktsänds över webben.[6] Mässans tre teman är 'Demokrati, LÄS! LÄS! LÄS! samt Nordisk litteratur.[7]
- 30 september – Svenska Akademiens ordbok, SAOB, publicerar samtliga ord på W, X, Y, Z och Å samt de kvarvarande orden på bokstaven V. Orden förväntas utgöra den andra delen av band 38, som ska finnas i tryck före årsskiftet.[8]
- 10–17 oktober – Internationella barnboksveckan med Nationella läsdagen den 14 oktober uppmärksammas av bland annat bibliotek, skolor och boklådor.
- 20–24 oktober – den 73:e Bokmässan i Frankfurt genomförs som ett "hybridevenemang", med begränsat antal utställare och besökare på plats och en stor del av verksamheten i form av webbseminarier. Gästland var Kanada, då landets medverkan ställdes in 2020 till följd av coronapandemin. Temat för mässan var Re:connect.[9]
- 1–5 november – Författarparet Elias och Agnes Våhlund gör skolbesök för att fira att deras barnboksserie Handbok för Superhjältar sålt över 1 miljon exemplar i Sverige.[10]
- 14 november – Nobelbiblioteket firar 100 år i Börshuset.[11]
- 15 november – Svenska akademien gör ett uttalande till stöd för nobelpristagare Orhan Pamuk, där Akademien uppmanar Turkiet att följa sina åtaganden enligt Europakonventionen för de mänskliga rättigheterna och Europadomstolens rättspraxis och att de med utgångspunkt i detta följer hur Parmuk behandlas av staten.[12]

## Priser och utmärkelser

### A – F
- Stina Aronsons pris – Inger Edelfeldt och Magnus Florin[13]
- Augustpriset.[14]
  - Årets svenska skönlitterära bok: Eufori. En roman om Sylvia Plath, Elin Cullhed.
  - Årets svenska fackbok: Dolda gudar. En bok om allt som inte går förlorat i en översättning, Nils Håkanson.
  - Årets svenska barn- och ungdomsbok: Nattkorpen, Johan Rundberg.
- Bookerpriset – Damon Galgut för The Promise, om en afrikaanerfamiljs vardag och svårigheter.
- Borås Tidnings debutantpris – Erik Lindman Mata för diktverket Pur[15]
- Gerard Bonniers lyrikpris – Anna Hallberg för Under tiden[16]
- De Nios Vinterpris – Linda Boström Knausgård, Stefan Jonsson, Helga Krook och Lina Wolff[13]
- Per Olof Enquists pris – Jan Grue för Hvis jeg faller.

### G – R
- Selma Lagerlöfs litteraturpris - Niklas Rådström[17]
- Astrid Lindgren-priset för förtjänstfullt författarskap inom barn- och ungdomslitteraturen: Ylva Karlsson[18]
- Litteraturpriset till Astrid Lindgrens minne (ALMA-priset): Jean-Claude Mourlevat
- Ivar Lo-priset – Karin Smirnoff[19]
- Katapultpriset – Erik Lindman Mata för Pur, och Hanna Johansson för Antiken[20]
- Lilla Augustpriset: Min ursäkt, Mirja Flodin, Nästansjö.[14]
- Lennart Hellsing-stipendiet - Nils Andersson och Erik Svetoft
- Nobels fredspris – Journalisterna Maria Ressa, chefredaktör för webbtidningen Rappier, och chefredaktören för den ryska tidningen Novaja Gazeta Dmitrij Muratov för sina respektive insatser att skydda yttrandefrihet.[21]
- Nobelpriset i litteratur – Abdulrazak Gurnah "för att kompromisslöst och med stor medkänsla ha genomlyst kolonialismens verkningar och flyktingens öde i klyftan mellan kulturer och kontinenter".[22]

### S – Ö
- Smålands Litteraturfestivals migrantpris – Balsam Karam för romanen Händelsehorisonten.[23]
- Svenska Akademiens nordiska pris –  Eldrid Lunden, Norge[24]
- Stora journalistpriset.[25]
  - Årets Berättare: Randi Mossige-Norheim, Magnus Arvidson och Thomas Kanger för Vipeholmsanstalten, P1 Dokumentär, Sveriges Radio.
  - Årets Förnyare: Stefan Lundell och Deqa Abukar för Shift, Breakit.
  - Årets Avslöjande: Josefin Sköld, Alexander Mahmoud och Patrik Lundberg för Barn till varje pris, Dagens Nyheter.
  - Årets Röst: Diamant Salihu
  - Lukas Bonniers Stora Journalistpris: Peter Kadhammar
- Svenska Förläggareföreningens Hederspris: Marianne von Baumgarten-Lindberg.[14]
- Sveriges radios novellpris – Karin Smirnoff för novellen Missing people[26]
- Sveriges radios romanpris – Hanna Nordenhök för romanen Caesaria[27]
- Tegnérpriset – Louise Vinge[28]
- Tollanderska priset – Fredrik Lång[29]
- Karl Vennbergs pris – Tommy Olofsson och Erik Bergqvist[13]

## Skönlitteratur
(sorterat på författarens efternamn)

### Romaner/noveller för vuxna
- Vänligheten, John Ajvide Lindqvist
- Det är en märklig plats jag kommit till, Dimitris Alevras
- En rysk gentleman, Karin Alfredsson
- Sommaren på Nornö, Jennifer Anglade Dahlberg
- Syndoffer, Jeanette Bergenstav
- Död för dig, Mikaela Bley
- Godnatt madam, Carina Burman
- Den barmhärtige samariten, Cilla och Rolf Börjlind
- Antydningarnas tid : Samtal under en förintelse, Stewe Claeson
- Eufori. En roman om Sylvia Plath, Elin Cullhed
- Islossning, Arne Dahl
- Löpa varg, Kerstin Ekman
- Många lögner små, Annika Estassy
- Början på något nytt, Jenny Fagerlund
- Det andra namnet, Jon Fosse
- Ett lyckligare år , Jonas Gardell
- Trion, Johanna Hedman
- Pestön, Marie Hermanson
- De unga vi dödar, Eija Hetekivi Olsson
- Som man sår , Michael Hjorth och Hans Rosenfeldt
- De näst största städerna, Elise Ingvarsson
- Dansa min docka, Anna Jansson
- Ulvene fra evighetens skog, Karl Ove Knausgård
- Obscuritas, David Lagercrantz
- Nikes bok, Agnes Lidbeck
- Rubinkretsen, Martin G. Ljungqvist (debutroman)
- En kväll i juni, Anna Lönnqvist
- Den svarta månens år, Ellen Mattson
- Frågar åt en vän, Sara Molin
- Den omänsklige, Jonas Moström
- Schack under vulkanen, Håkan Nesser
- Dit du går, följer jag, Lina Nordquist (debutroman)
- Ligga lik, Marie Norin
- Vägval, Christer Nylander
- Pojkarna i klostret, Sofia Nyblom (debutroman)
- Dunning-Kruger-effekten, Andrés Stoopendaal
- Hunter i Huskvarna, Sara Stridsberg
- Inne i spegelsalen, Liv Strömquist
- Preludier 1:1, Hjalmar Söderberg
- I munkens skugga, Helena Thorfinn
- Skugga och svalka, Quynh Tran
- Johnny the Fucker, Magnus Uggla
- För barnets bästa, Anna Welin
- Drönarhjärta, Lars Wilderäng
- Två pistoler, Klas Östergren
- Julrevy i Jonseryd och andra berättelser, Klas Östergren

### Barn- och ungdomslitteratur
- Furan, Lisen Adbåge
- Ska det kännas så här? (och andra svåra frågor), Reyhaneh Ahangaran
- Vem har sagt något om kärlek?, Elaf Ali
- Mina husdjur, Nils Anderson och Erik Svetoft
- Tokigt på en torsdag, Emelie Andrén och Veronica Ljunglöf
- Otur på en onsdag, Emelie Andrén och Veronica Ljunglöf
- Hjärta av mörker, Ingelin Angerborn
- Månfågel, Ingelin Angerborn
- Kalsongkatastrofen, Ingelin Angerborn och Jenny Karlsson
- Alice kan allt!, Ingelin Angerborn och Johanna Kristiansson
- Jag lär mig mäta och väga, Ingela P Arrhenius
- Hajpen, Emma Askling
- Vänskap : 12 berättelser för mellanstadiet (antologi), Emma Askling, Elin Ek, Mårten Melin,med flera
- Himlabrand, Moa Backe Åstot (debutroman)
- Tigern kommer att äta upp mig!, Samir Belarbi
- Grim, Sara Bergmark Elfgren
- Julmysteriet, Lisa Bjärbo och Matilda Ruta
- Ingen kommer levande härifrån, Gustav Boman
- Skräxikon, Madeleine Bäck och Emma Frey-Skött med Rebecka Helmersson
- Ingenting och allt, Naima Chahboun och Magdalena Cavallin
- I skuggornas våld, Petrus Dahlin
- Vera Svansons dagbok för vloggstjärnor och lifehacksberoende, Moa de Bruin
- Varning för spöken, Daniel Edfeldt
- Prinsen av Porte de la Chapelle, Annelie Drewsen
- Drakar, Johan Egerkrans
- Stormen, Helen Ekeroth
- Idde och den bortsprungna katten, Ellen Ekman
- Berör och förstör, Athena Farrokhzad och Kristofer Folkhammar
- Valpen, Ingrid Flygare
- Häxor åker buss, Ebba Forslind
- Jane och vilde Bill, Ebba Forslind
- Aldrig backa, Cina Friedner
- Ruby och Lejon, Maria Fröhlich
- Kattspionerna 2: Katt med rätt att klösa, Anja Gatu
- Kattspionerna 1: Man lever bara nio gånger, Anja Gatu
- Nån som jag, Boel Gerell
- Allt är fel, Kajsa Gordan och Sofia Nordin med Matilda Salmén
- Ninas syskonbok, Emi Gunér och Loka Kanarp
- Flykten, Pia Hagmar
- Två världar 3:  Vi två, Pia Hagmar
- Tänk inte! Bara kör!, Marie Hammar och Abbe Wahlquist
- Bakom affären, Annica Hedin och Karin Cyrén
- Berit vill inte, Annica Hedin och Per Gustavsson
- Mysteriet i Frostköping, Eva Hildén
- Tunnelflickornas förbannelse, Eva Hildén
- Vart ska systrarna?, Bo R Holmberg
- Världsrekord i jul, Anna Jansson
- Värsta tjuven, Anna Jansson
- Det djupa blå, Emily Joof och Matilda Ruta
- Gosedjursfesten, Elin Johansson och Hanna Granlund
- Ett rum till Lisen, Elin Johansson och Ellen Svedjeland
- Ska vi leka?, Ewa Christina Johansson
- Min storslagna död, Jenny Jägerfeld
- Mille går till förskolan, Ellen Karlsson och Laura Di Francesco
- Maj och Zarah bråkar!, Ellen Karlsson och Laura Di Francesco
- Krokodiljakten eller när Ester kom bort, Ylva Karlsson och Katarina Strömgård
- Katten Nils och mysteriet med diamantstölden, Johanna Kristiansson och Joakim Gunnarsson
- Kärleken är att jag vill att du finns, Oskar Kroon
- Avslappningssagor, Helena Kubicek Boye och Laura Di Francesco
- Fallet med det mystiska blodet, Helena Kubicek Boye och Andrea Femerstrand
- Imperiets arvingar 4: Minnesskrinet, Oskar Källner och Karl Johnsson
- Imperiets arvingar 5: Fängelseflykten, Oskar Källner och Karl Johnsson
- Nödig, Anne-Marie Körling och Louise Winblad
- Bu och Bä och stackars Bo, Lena och Olof Landström
- Ensamseglarna, Charlotta Lannebo
- Astrid och Amir, Charlotta Lannebo och Maria Nilsson Thore
- Den försvunna nyckeln, Petter Lidbeck
- Ett evigt jag: Projekt Pisces, Petter Lidbeck och Carin Gerhardsen
- Mobilen, Petter Lidbeck
- Inlåst, Lena Lilleste
- Misstaget, Lena Lilleste och Johanna Arpiainen
- Mobil-tjuven, Lena Lilleste och Lena Forsman
- Portalernas rike, Filip Lindkvist
- Så nära att det bränns, Christina Lindström
- Guldkorset, Peter Lindström
- Säkerhetsklass tre, Kerstin Loenberg
- Kampen mot tramset, Sofia Lundberg och Daniel Puppet Blomqvist
- Tankeläsarna, Kerstin Lundberg Hahn
- Sommarskuggan och camping-buset, Tina Mackic och Johanna Arpiainen
- En ocean av kärlek, Tahereh Mafi
- Följ mig, Tahereh Mafi
- Mammas lilla prins, Mårten Melin
- Spöket går vilse, Mårten Melin och Hanna Granlund
- Förvandlad, Mårten Melin och Lina Neidestam
- Allt ska bli bra, Per Nilsson
- Underjordingen, Peder Nääs Sundemyr
- Prosit, Klara Persson
- Spindelhuset, David Renklint
- Vad gör alla djur på kvällen?, Ester Roxberg och Hanna Albrektson
- Mina tantkompisar, Ester Roxberg och Nathalie Ruejas Jonson
- Den magiska julkatten, Ester Roxberg och Maximilian Svensson
- Syster, Sofia Nordin
- Hattjakten, Sven Nordqvist
- Här kommer glassbilen, Arne Norlin och Jonas Burman
- Strykpojken, Lena Ollmark
- Glad, Lotta Olsson och Emma Adbåge
- Sune Bestman, Sören Olsson och Anders Jacobsson
- Kom hit då!, Klara Persson och Marika Maijala
- Blixtregn, David Renklint
- Kristallgrottan, Åsa Rosén
- Julegrisen, J.K. Rowling
- Stora faran, Matilda Ruta
- 100 % äkta fejk, Sannah Salameh
- Dockspelaren, Mårten Sandén och Moa Schulman
- Kärlek, svek och (väldigt tjocka) kaniner, Siri Spont
- Vänner, lögner och (väldigt tjocka) kaniner, Siri Spont och Jonna Björnstjerna
- Värsta sommaren, Linda Skugge
- Bergtagen, Camilla Sten
- Midnattsblot, Camilla Sten
- Queera tider, Edward Summanen med illustrationer av Adrian Malmgren
- Bror till salu, AK Sydegård
- Docksamlarens hus, Tobias Söderlund
- Mysteriet på kyrkogården, Tobias Söderlund
- De överblivnas armé, Gustav Tegby och Maria Fröhlich
- Se upp, Stella!, Susanne Trydal och Ellen Ekman
- Dagen, Sara Villius och Mari Kanstad Johnsen
- Handbok för superhjältar Del 6: Utan hopp, Elias och Agnes Våhlund
- Mitt käraste gyllene barn, Christina Wahldén
- Lurad!, Vivi Wallin med Sara Ljungdahl Holst
- När jag var stor och du var liten, Jujja Wieslander och Emma Adbåge
- Snart börjar vi skolan : Berättelser, lekar och fakta inför skolstart (antologi),  Rebecka Wolff och Ellen Karlsson
- Vårt lilla landslag – seriespelet, Mats Wänblad och Maria Andersson Keusseyan
- Familjen Monstersson: Djurparken Skräcken, Mats Wänblad och Pelle Forshed
- Flora Wolf och Järnklockorna, Linn Åslund och Rebecka Helmersson

### Lyrik
- Dikter, Hjalmar Gullberg
- Dikter, Mariam Naraghi

## Sakprosa
(sorterat på författarens efternamn)

### Barn
- Svenska däggdjur, Martin Emtenäs och Jonas Källberg
- Sveriges fantastiska historia – Forntiden, Fabian Göranson
- Det farliga djupet – ett interaktivt havsäventyr, Linus Hammar
- Sångfåglarna - och andra kraxare, Anna Hansson och Maria Andersson Keusseyan
- Djur med superkrafter, Ulla Karlsson-Ottosson
- Apor bananer storm och orkaner – En räknebok om tiokompisarna, Grethe Rottböll och Anna-Karin Garhamn
- Berättelsen om Sverige, Patrik Lundberg
- Asfalt!, Salla Savolainen
- Jag fixar middan! 52 recept för unga kockar, Johanna Westman
- Världens coolaste djur enligt Julia, Julia Wiberg och Hedvig Häggman-Sund

### Biografi/självbiografi
- Om Nadja, Fanny Ambjörnsson
- Till männen som köpte min kropp, Louise Amcoff och Tove Sahlin
- Sträckande sig uppåt mot ljuset – En biografi om Signe Maria Thiel, Gunilla Grahn-Hinnfors
- Fallet, Ann Heberlein
- En ensam plats, Kristina Sandberg
- Vad dina ögon såg – Berättelsen om hur Ester och Leon överlevde, Snezana Bozinovska

### Historia och samtid
- Svenska SS-fruar med uppdrag att föda ariska barn, Christoph Andersson
- Landet utanför – Sverige och kriget 1940-1942 , Henrik Berggren
- Genombrottet, Anna Bodin och Peter Sjölund
- Svarta änkan, Thomas Bodström
- Sammetsdiktaturen, Anna-Lena Laurén
- Alla tiders sex , Jonathan Lindström
- Vapensmederna: männen som beväpnar Sveriges kriminella, Jani Pirttisalo Sallinen och Mathias Ståhle
- Tills alla dör, Diamant Salihu

### Livsstil, Kokböcker
- Vår kokbok student, Sara Begner
- Stark 50+, Monika Björn
- Frantzén, Björn Frantzén
- Vässa din sociala kompetens, Nicolas Jacquemont
- Skavank, Isabelle McAllister
- Tjur på retur, Kalle Moraeus
- Hela livet, Anders Rosengren
- Allt du behöver veta om vikt, Lovisa Sandström
- Plåtmat, Julia Tuvesson
- Grönare middagar, Caroline Wilbois och Johanna Andersson
- Darling pasta, Sofia Wood
- Träna hemma med Sofia, Sofia Åhman

### Natur, trädgård, bostad
- Naturen vi ärvde. En miljöresa från tyst vår till het sommar., Henrik Ekman
- Ren städglädje, Marlene Eriksson och Desirée Eriksson
- Det nya trädgårdslandet, Hannu Sarenström
- Taylor och Surtanten, John Taylor och Jenny Neikell
- Byggnadsvård, Erika Åberg
- Självhushållning i praktiken, Maria Österåker

### Ordböcker
- Svensk Ordbok, andra upplagan, (digital publicering, gratis tillgänglig)[30]

## Avlidna

### Januari – juni
- 26 januari – Lars Norén, 76, svensk poet och dramatiker.[31]
- 28 januari – Annette Kullenberg, 82, svensk journalist och författare.
- 22 februari – Lawrence Ferlinghetti, 101, amerikansk författare och bokförläggare.
- 3 mars – Peter Curman, 80, svensk författare och kritiker.
- 5 mars – Birgitta Rasmusson, 81, svensk kokboksförfattare och tv-profil (Hela Sverige bakar).
- 21 mars
  - Nawal El Saadawi, 89, egyptisk författare, läkare och politisk aktivist.
  - Adam Zagajewski, 75, polsk författare och poet.

- 4 juni – Friederike Mayröcker, 96, österrikisk poet och författare.
- 11 juni – Lucinda Riley, 56, brittisk (nordirländsk) författare.
- 13 juni – Nikita Mandryka, 80, fransk serieskapare.
- 16 juni
  - Bengt Göransson, 88, svensk politiker, skolminister 1982–1989 och kulturminister 1982–1991.
  - Anders Nunstedt, 51, svensk musikjournalist.

### Juli – december
- 15 juli, Peter R. de Vries, 64, nederländsk brottsreporter.
- 18 juli – Tommy Engstrand, 81, svensk sportjournalist och programledare.
- 19 juli – Lars Weiss, 75, svensk journalist och TV-chef.
- 11 augusti – Göran Zachrisson, 83, svensk sportjournalist och golfkommentator.
- 23 augusti
  - Gunilla Bergström, 79, svensk barnboksförfattare och illustratör.[32]
  - Jean-Luc Nancy, 81, fransk filosof.
- 17 september – Arvid Lagercrantz, 78, svensk författare, journalist och radiochef.
- 20 september – Anders Larsson, 68, svensk författare, dramatiker och skådespelare.
- 22 september – Ulf Nilsson, 73, svensk författare.

- 3 oktober
  - Björn Runeborg, 83, svensk författare.
  - Lars Vilks, 75, svensk konstnär och debattör.
- 27 oktober – Per T. Ohlsson, 63, svensk författare och journalist.
- 8 november – Kirsi Kunnas, 96, finländsk barnboksförfattare, poet och översättare.
- 9 november – Katarina Hahr, 60, svensk radiojournalist och producent.
- 21 november – Robert Bly, 94, amerikansk poet och författare.
- 22 november – Kim Friele, 86, norsk författare och aktivist för homosexuellas rättigheter.